# Asiorella
Asiorella là một chi bọ cánh cứng trong họ Chrysomelidae.
Chi này được Medvedev miêu tả khoa học năm 1990.

## Các loài
Chi này gồm các loài:
- Asiorella caraboides Medvedev, 1990